# Dave Blakey
David "Dave" Blakey (29 tháng 8 năm 1929 – 4 tháng 4 năm 2014) là một cầu thủ bóng đá người Anh thi đấu ở vị trí trung vệ. Blakey dành toàn bộ sự nghiệp với Chesterfield. Ông đang nắm giữ số lần ra sân nhiều nhất của câu lạc bộ, với 617 lần ra sân ở Football League và 658 lần ở mọi đấu trường. Sau khi giải nghệ, ông làm trinh sát viên cho nhiều câu lạc bộ. Ông mất ngày 4 tháng 4 năm 2014, hưởng thọ 85 tuổi.